# Amazonas 3
 (juillet 2022).
Pour les articles homonymes, voir Amazonas.
Amazonas 3 est un satellite de télécommunications basé sur la plate-forme Loral 1300 et appartenant au groupe Hispasat de Madrid, en Espagne.

## Description
Il a été lancé par une fusée Ariane 5-ECA le 7 février 2013, avec une masse de lancement de 6 265 kg. Il fournit un service en bande C et Ku au Brésil pour une coentreprise entre Hispasat et l'opérateur de télécommunications brésilien Oi.